# Potres u Ljubljani 1895.
Potres u Ljubljani 1895. (slovenski: Ljubljanski potres 1895) ili Uskrsni potres (slovenski: Velikonočni potres) bio je potres koji je pogodio Ljubljanu na Uskrs, 14. travnja 1895. To je bio najjači i posljednji razorni potres na tom području.

## Potres
Ljubljanu je u 20:17 sati po CEST-u pogodio potres magnitude 6,1 Mw, odnosno VIII–IX po Mercallijevoj ljestvici. Epicentar se nalazio na dubini od 16 km ispod sela Janče koje se nalazi oko 16 km od središta Ljubljane. Potres se osjetio u području koje se nalazi unutar kruga s radijusom od 350 km te površinom od 385 000 km2. Potres se osjetio u Asizu, Beču, Firenci i Splitu. Tijekom narednih 10 dana osjetilo se preko 100 naknadnih potresa.

## Šteta
Potres je uzrokovao najviše štete u području koje se nalazi unutar kruga s radijusom od 18 km, tj. u području od Iga do Vodica. U to je vrijeme broj stanovnika Ljubljane iznosio oko 31.000, a broj zgrada oko 1400. Oko 10 % zgrada bilo je oštećeno ili uništeno, no unatoč tome mali je broj ljudi poginuo. Na Vodnikovom trgu stari je samostan bio toliko oštećen da je kasnije morao biti sravnan te je na njegovom mjestu kasnije nastala otvorena tržnica zvana Glavna ljubljanska tržnica (slovenski: Osrednja ljubljanska tržnica) koja je danas jedna od znamenitosti grada. Procjenjuje se da je šteta iznosila 7 milijuna austro-ugarskih guldena (forinti).

## Posljedice
Idućeg jutra, općinsko vijeće usvojilo je hitne mjere za pomoć najgore pogođenim žrtvama, usmjerilo policiju na provođenje dodatnih sigurnosnih mjere te na inspekciju oštećenih kuća. Sve su gradske škole privremeno zatvorene, a neke su tvornice privremeno prestale s radom. Nekoliko dana kasnije stvorena su hitna skloništa za beskućnike. Mnogi su Ljubljančani napustili grad kao izbjeglice. U gradu je brzo došlo do nedostatka hrane, stoga je osnovano pet hitnih pučkih kuhinja koje su hranu davale besplatno ili za mali iznos te su dnevno dijelile nekoliko tisuća toplih obroka. Pomoći su pridonijela ostala područja Austro-Ugarske, posebice Beč, Češke zemlje te Hrvatska i Slavonija. Od pojedinih članova općinskog vijeća, Ivan Hribar, član Narodne stranke za Kranjsku, pokazao je posebne organizacijske sposobnosti pri pružanju pomoći. Nedugo zatim, izabran je za gradonačelnika te je organizirao opsežnu obnovu grada. Šteta je bila velika. Sve kuće u Špitalskoj ulici (danas Stritarjeva ulica) bile su oštećene osim jedne. Tržnice u toj ulici također su preživjele potres.
Ljubljana je prije potresa imala provincijski izgled. Nakon potresa, započelo je širenje grada te gradnja u stilu bečke secesije koji se danas suprotstavljava s barkonim stilom kuća koje su preživjele potres. Mnoge zgrade, poput kompleksa Mladika u kojem se nalazi središte Ministarstva vanjskih poslova Slovenije, sagrađene su nakon potresa. Razdoblje između 1896. i 1910. godine poznat je kao Obnova Ljubljane, ne samo zbog arhitektonskih promjena, već i zbog reforma urbane administracije, zdravstva, obrazovanja i turizma koje su uslijedile nakon potresa. Od 1895. do 1910. godine, u stilu bečke secesije 436 zgrada je izgrađeno, a stotina njih su obnovljene ili proširene. Većina ljubljanskih mostova, spomenika, parkova i glavnih zgrada datira iz razdoblja nakon potresa. Ljubljančani su 1895. godine u selu Janče izgradili kapelicu posvećenu Gospi od Ružarija kako bi ih Marija zaštitila od takvih katastrofa. Godine 1897., u ljubljanskoj Vegovoj ulici osnovan je Austro-ugarski seizmološki opservatorij.

## Vanjske poveznice
|  | Zajednički poslužitelj ima još gradiva o temi Potres u Ljubljani 1895. |